# Kaisten
Kaisten (toponimo tedesco) è un comune svizzero di 2 649 abitanti del Canton Argovia, nel distretto di Laufenburg.

## Storia
Il 1º gennaio 2010 ha inglobato il comune soppresso di Ittenthal.

## Monumenti e luoghi d'interesse

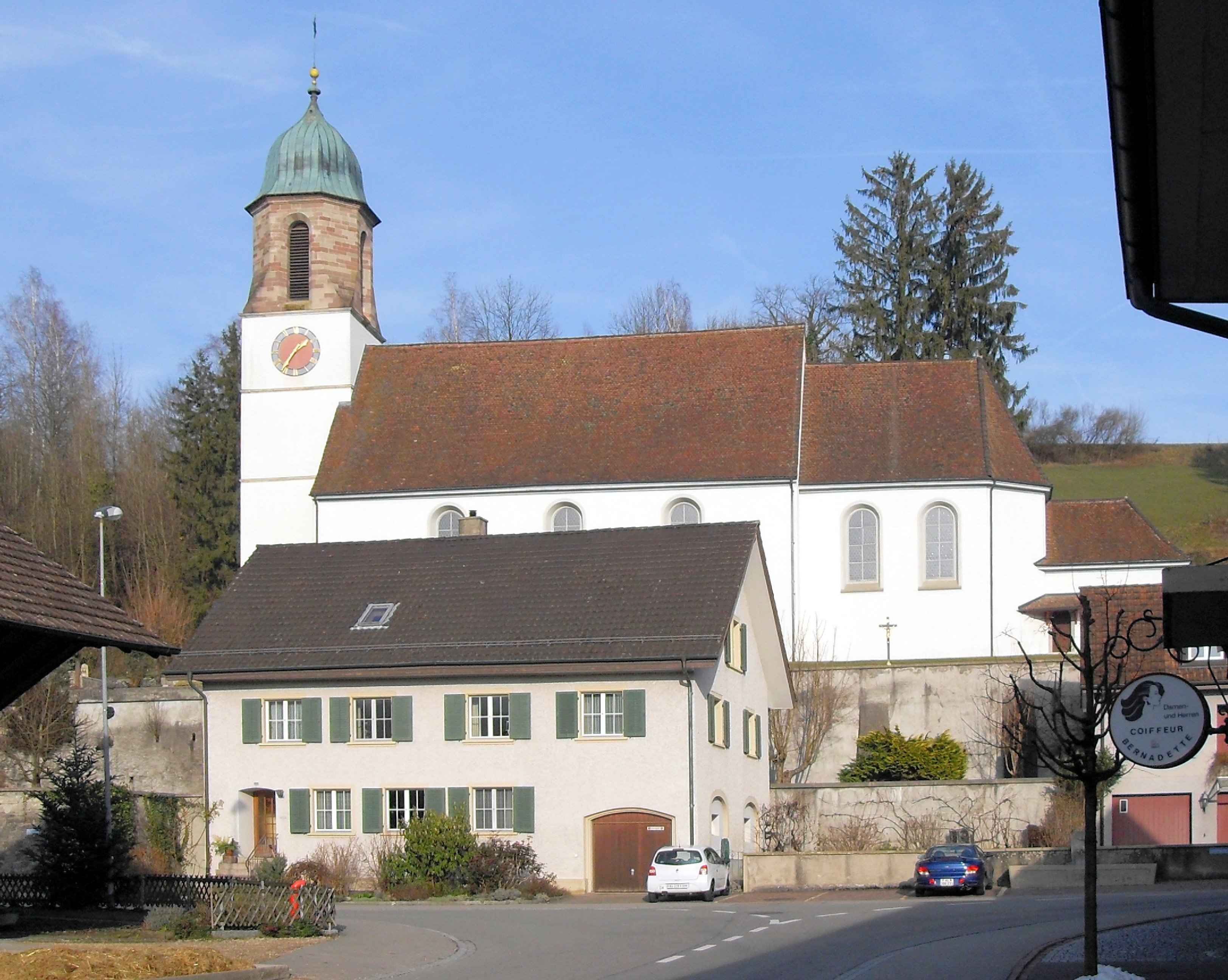
La chiesa cattolica di San Michele

- Chiesa cattolica di San Michele, attestata dal 1443 e ricostruita nel 1717[1].

## Società

### Evoluzione demografica
L'evoluzione demografica è riportata nella seguente tabella:
Abitanti censiti

## Amministrazione
Ogni famiglia originaria del luogo fa parte del cosiddetto comune patriziale e ha la responsabilità della manutenzione di ogni bene ricadente all'interno dei confini del comune.